# La Mort d'un sadique
Pour plus de détails, voir Fiche technique et Distribution.
La Mort d'un sadique, également connu sous le titre Le fauve va frapper (The Very Edge) est un drame policier britannique réalisé par Cyril Frankel et sorti en 1963.

## Synopsis
Tracey et Geofrey, un couple de mariés heureux, attendent leur premier enfant quand, un jour fatal, un détraqué s'introduit dans leur maison et agresse Tracey, provoquant sa fausse couche. D'abord incapable de faire face à la vie après l'agression, Tracey ne répond pas à son mari et son grand traumatisme ne se guérit pas facilement.
Même après avoir déménagé, pris des vacances et montré à sa femme tous les égards, la tension liée à l'attente d'une seconde attaque du harceleur obsessionnel et la frigidité persistante de sa femme poussent Geoffrey à entamer une liaison avec sa secrétaire, qui a avoué être tombée amoureuse de lui alors qu'elle le soutenait depuis qu'elle est devenue sa secrétaire et pendant l'hospitalisation de sa femme. Pendant ce temps, l'inspecteur McInnes de Scotland Yard ne parvient pas à retrouver le psychopathe responsable de l'agression, et la sécurité de Tracey est toujours remise en question car elle est constamment traquée par le criminel.

## Fiche technique
- Titre français : La Mort d'un sadique ou Le fauve va frapper[1]
- Titre original anglais : The Very Edge
- Réalisation : Cyril Frankel
- Scénario : Leslie Bricusse, Vivian Cox, Elizabeth Jane Howard, Leslie Bricusse
- Photographie : Robert Huke
- Montage : Max Benedict
- Musique : David Lee
- Décors : Arthur Lawson
- Production : Raymond Stross
- Sociétés de production : Raymond Stross Productions, British Lion Film Corporation
- Pays de production :  Royaume-Uni
- Langue originale : anglais britannique
- Format : Noir et blanc - 2,35:1 - Son mono - 35 mm
- Genre : drame policier
- Durée : 90 minutes
- Dates de sortie : 
  - Royaume-Uni : 30 avril 1963
  - France : 1er septembre 1965
- Affiche : Enzo Nistri (Italie)

## Distribution
- Anne Heywood : Tracey Lawrence
- Richard Todd : Geoffrey Lawrence
- Jack Hedley : McInnes
- Nicole Maurey : Helen
- Jeremy Brett : The Intruder
- Barbara Mullen : Doctor Crawford
- Maurice Denham : Shaw
- William Lucas (en) : Inspector Davies
- Gwen Watford : Sœur Holden
- Patrick Magee : Simmonds